# Rauchgranate

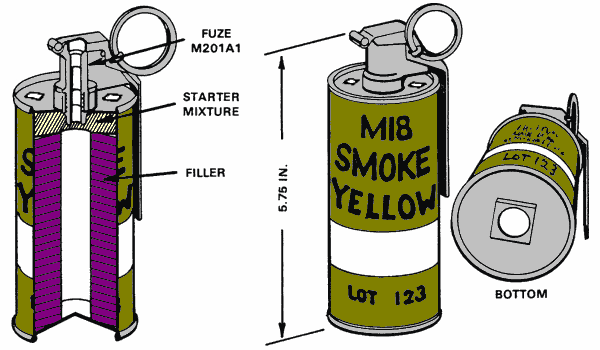
M18 Rauchgranate

Eine Rauchgranate, auch Nebelgranate, Nebelkerze, Nebelwurfkörper, Nebelbombe, Nebelpetarde oder Nebeltopf genannt, ist eine Granate, die eine starke Rauch- oder Nebelentwicklung erzeugt und als Rauch- oder Signalmittel eingesetzt wird. Eine Explosion findet in der Regel nicht statt, sondern die Ladung brennt – unter einer starken Rauchentwicklung – langsam (pyrotechnisch) ab.

## Einsatzgebiete

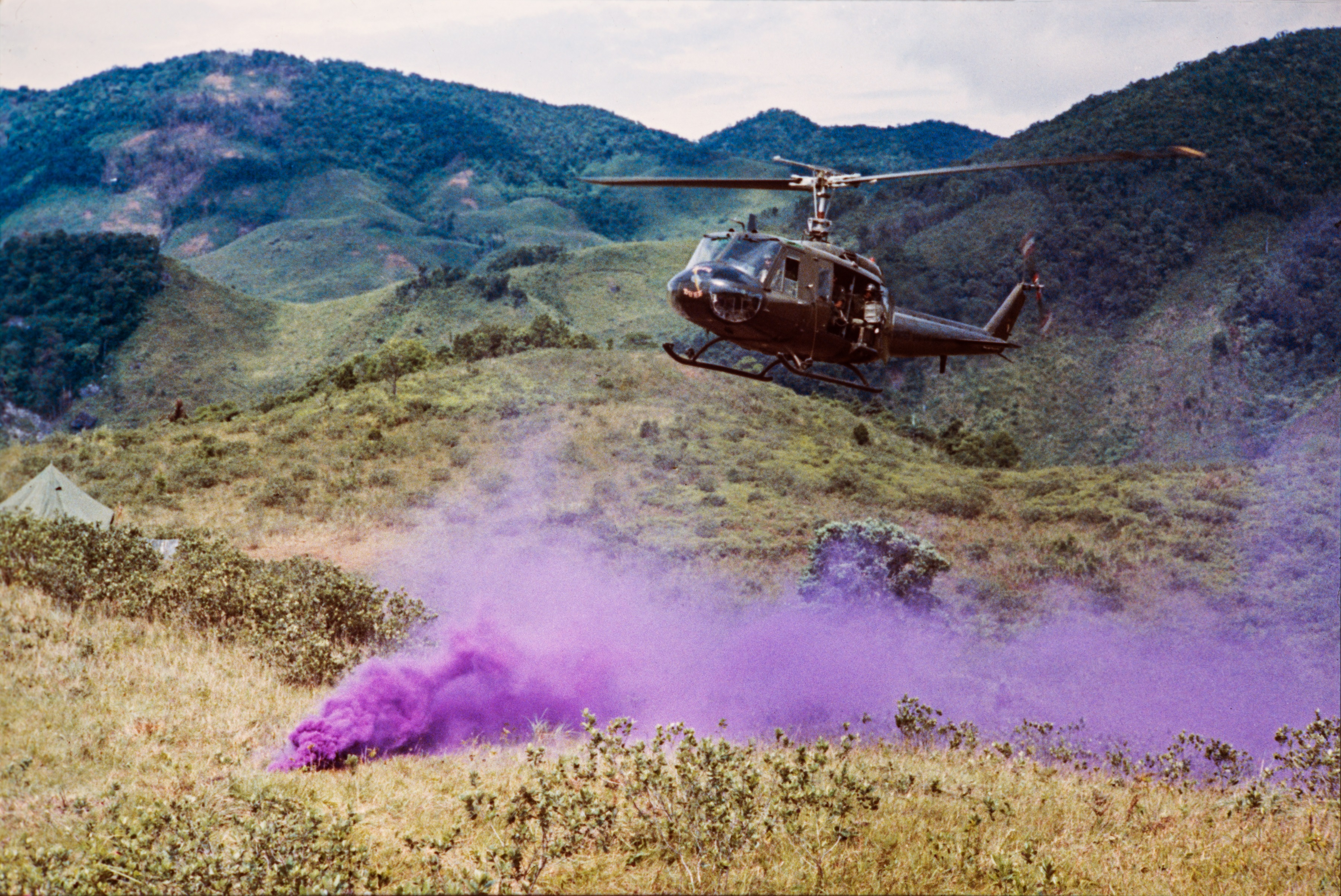
Markierung einer Landezone und Bestimmung der Windrichtung für einen Hubschrauber

### Militär

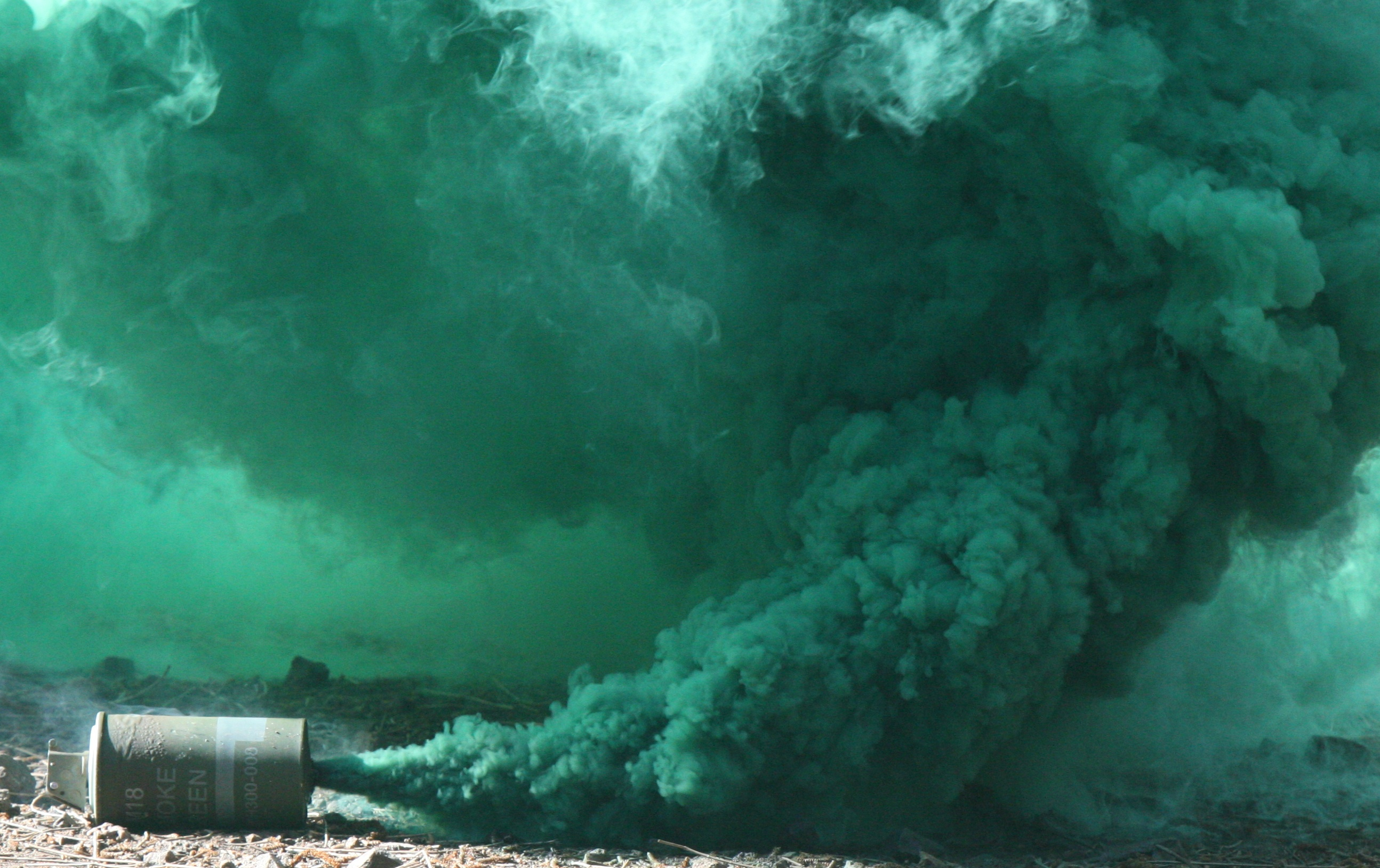
M18 Rauchgranate mit grünem Rauchsatz

Rauchgranaten werden militärisch – durch Artillerie, Mörser, Nebelmittelwurfvorrichtungen an Fahrzeugen und von Flugzeugen – vor allem gegen Bodentruppen eingesetzt, um dem Gegner die Sicht auf eigene Kräfte, bedingt auch die Orientierung zu erschweren und eigene Kräfte zu tarnen. Oft wird ein eigener Angriff mit dem Einsatz von Rauchgranaten vorbereitet, um dem Gegner die Abwehr des nachfolgenden eigenen Angriffs zu erschweren. Für eine Tarnung werden Nebelsäurefassgeräte eingesetzt.

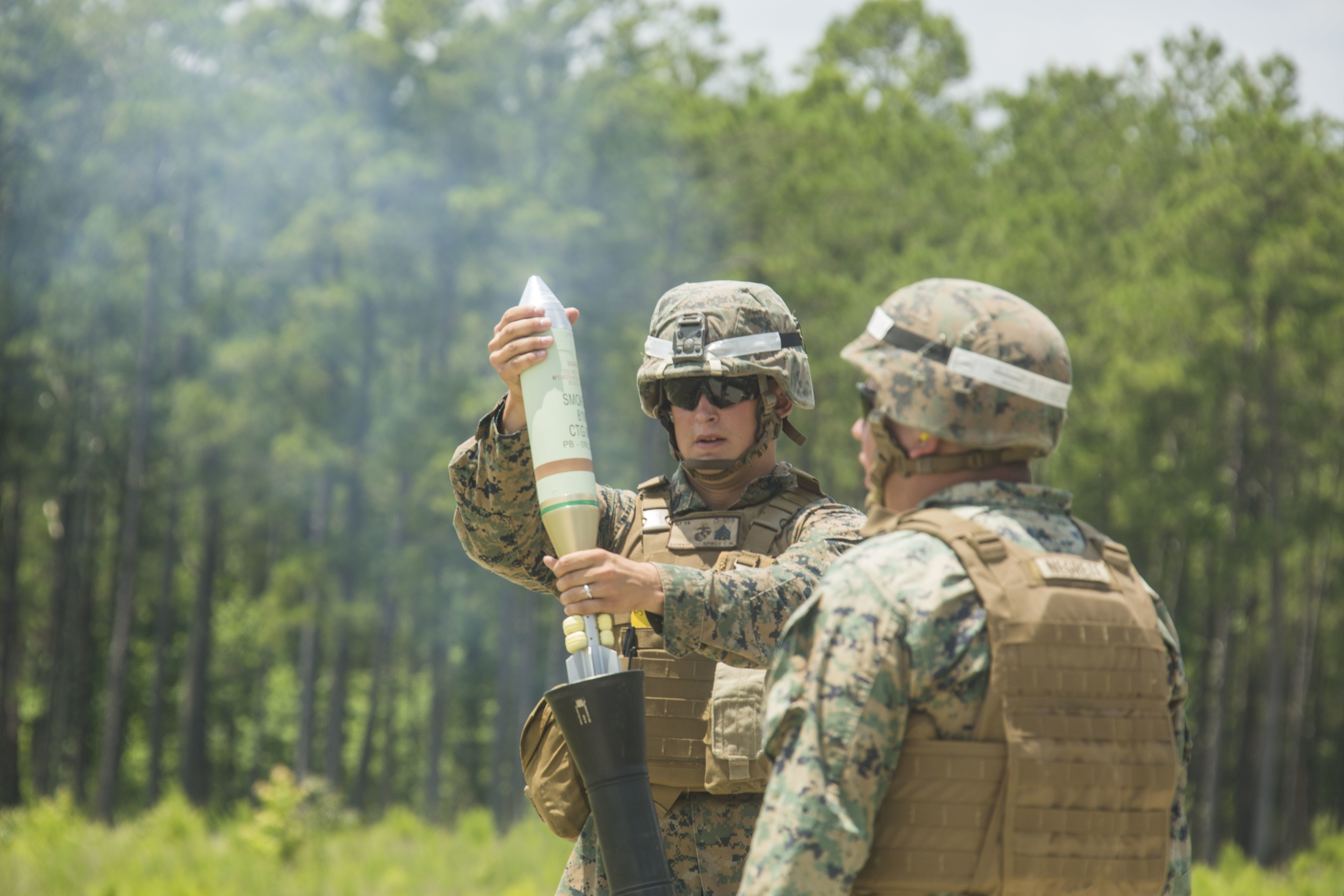
Rauchgranate wird mit einem Mörser verschossen

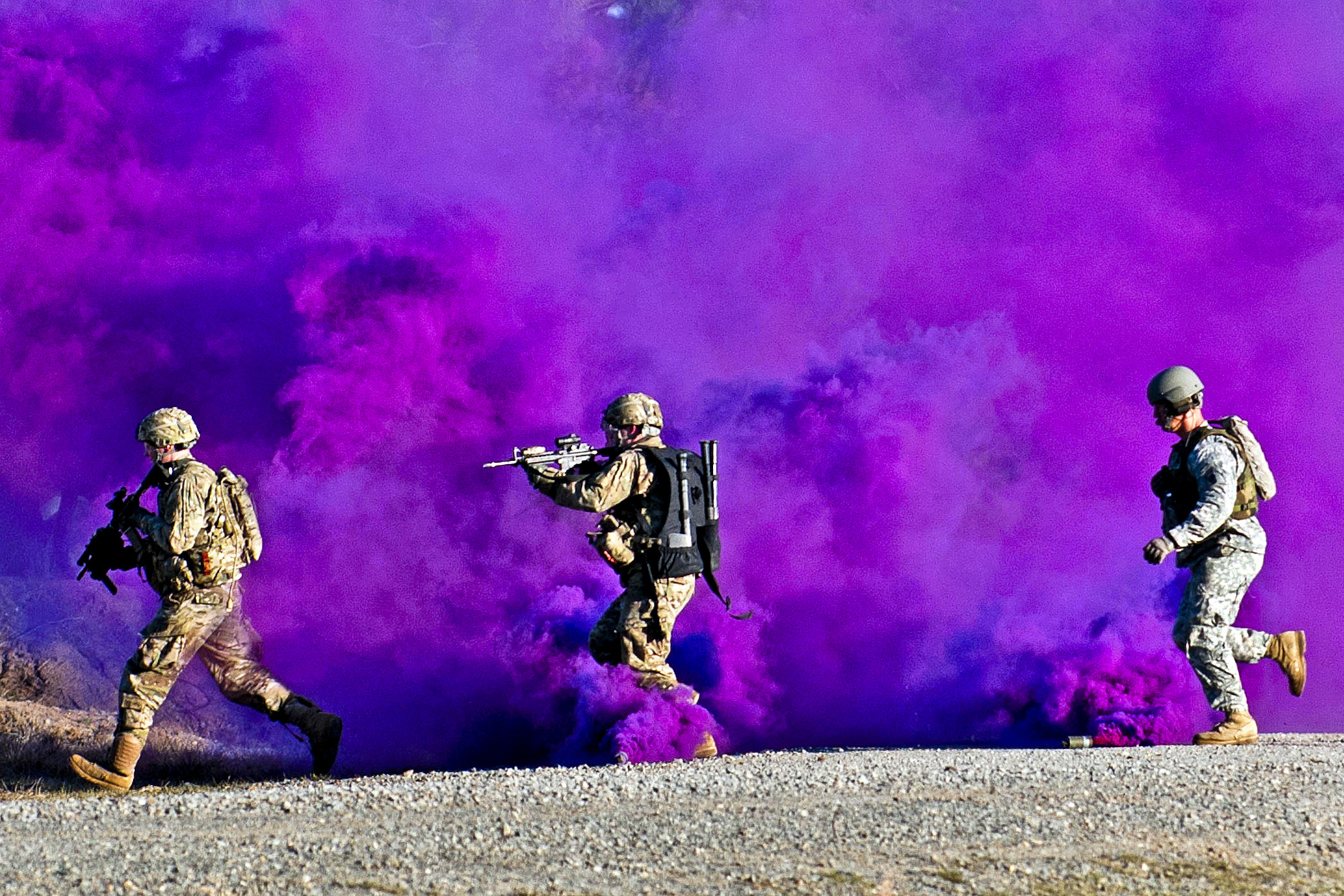
Soldaten erzeugen mit Rauchgranaten eine Rauchdeckung

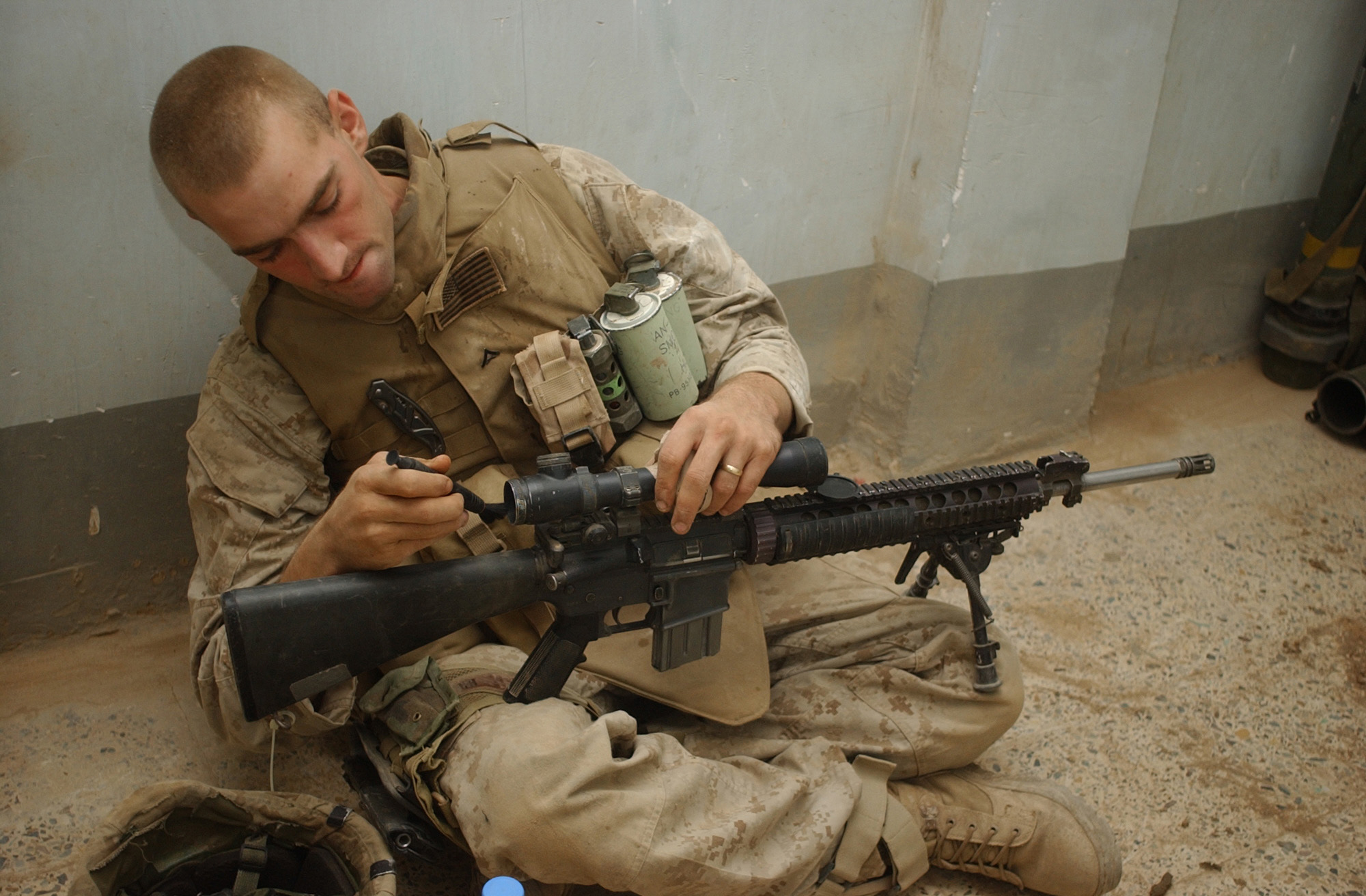
Blend- und Rauchgranaten als Teil der persönlichen Gefechtsausrüstung

Im Bereich des Eigenschutzes von Militärfahrzeugen wird besonderer Wert darauf gelegt, dass der Nebel nicht nur im sichtbaren Frequenzspektrum, sondern auch im Infrarotbereich wirksam ist. In diesem Fall spricht man von multispektralen Rauchgranaten oder Nebelwurfkörpern.
Farbige Rauchgranaten können als Zielmarkierung für eine Luftrettung oder Luftangriffe eingesetzt werden. Hierfür werden Rauchsätze benutzt, die intensiv farbigen Rauch erzeugen.
In der Bundeswehr ist die Verwendung von Nebelwurfkörpern in der Zentralen Dienstvorschrift (ZDv) 3/21 „Gebrauch von Nebelmitteln“ geregelt. Es sind folgende Nebelmittel im Einsatz
- Der Nebelwurfkörper DM25 (Deutsche Modellbezeichnung) hat den Nebelwurfkörper DM15 HC ersetzt. Er wird wie eine übliche Handgranate durch Ziehen der Abzugsringes und Loslassen des Sicherungsbügels gezündet. Hierbei hat er eine Verzögerung von einer Sekunde. Er entwickelt über 80 Sekunden Nebel und enthält 460 g Nebelstoff KM. Dieser ist ein Gemisch aus Kalium, Magnesium, Kaliumchlorid, Kaliumnitrat, Azodicarbonamid, Magnesiumoxid und Kaliumperchlorat.
- Der Schnellnebelwurfkörper DM35 kann nur aus einer Nebelmittelwurfanlage verschossen werden. Der Wurfkörper wird elektrisch gezündet, zerlegt sich in 3 Sekunden und entwickelt 90 Sekunden Nebel. Der Wurfkörper enthält 630 g auf rotem Phosphor basierenden Nebelstoff RP. Der Phosphor verbrennt zu Phosphorpentoxid, das an der Luft zu Phosphorsäure hydrolysiert.
- Der Schnellnebelwurfkörper DM55 kann nur aus einer impulsgesteuerten Nebelmittelwurfanlage verschossen werden. Der Wurfkörper wird elektrisch gezündet, zerlegt sich in 2,5 Sekunden und entwickelt 40 Sekunden Nebel. Der Wurfkörper enthält 585 g auf rotem Phosphor basierenden Nebelstoff RP. Der Nebel ist dichter als bei der DM35.

### Sportveranstaltungen

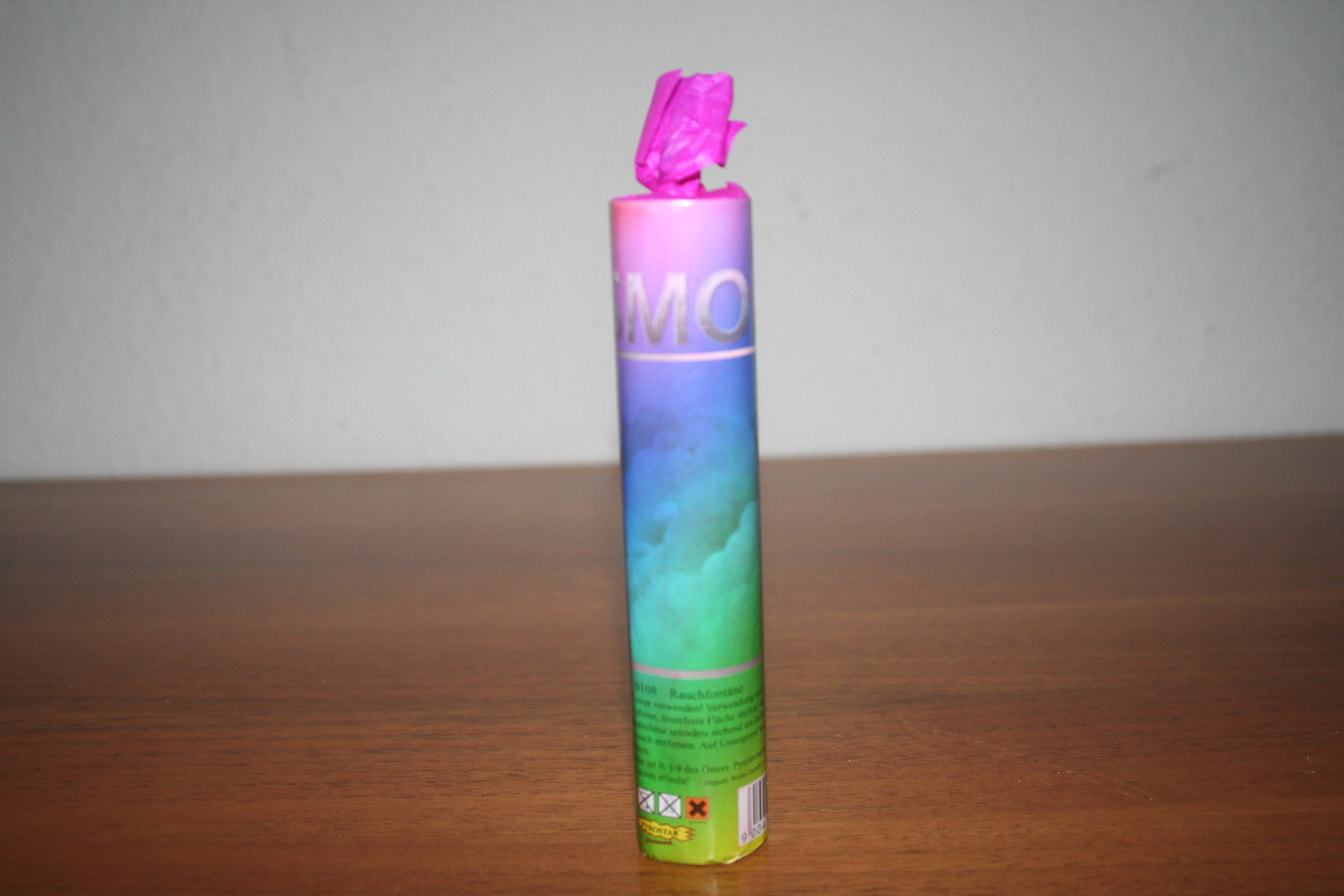
Pyrotechnische Rauchbombe

Rauchbomben werden gelegentlich bei Sportveranstaltungen (meist beim Fußball) in Stadien oder bei Konzerten von Fans abgebrannt, oft in Verbindung mit Bengalischen Feuern. Dabei kommen meist verschiedene Rauchfarben zum Einsatz, wie die Vereinsfarben der eigenen Mannschaft. Da das Abbrennen von Feuerwerkskörpern in deutschen Stadien normalerweise per Stadionordnung verboten ist, werden im Gegensatz zu militärischen Rauchgranaten meist keine massiven Metall- oder Kunststoffbehälter als Ummantelung für das Rauchpulver verwendet, sondern das Pulver wird lose in kleinen Beuteln mitgeführt und dann auf dem Boden abgebrannt. Das für zivile Zwecke eingesetzte Pulver unterscheidet sich hinsichtlich der Zusammensetzung stark von militärischem Pulver.

### Seenotsignal
Als Seenot-Signalmittel finden schwimmfähige Rauchkörper Verwendung: Bei starkem Wind kann die über Kilometer aus der Luft sichtbare Rauchfahne Flugzeugen den Weg weisen.

## Aufbau

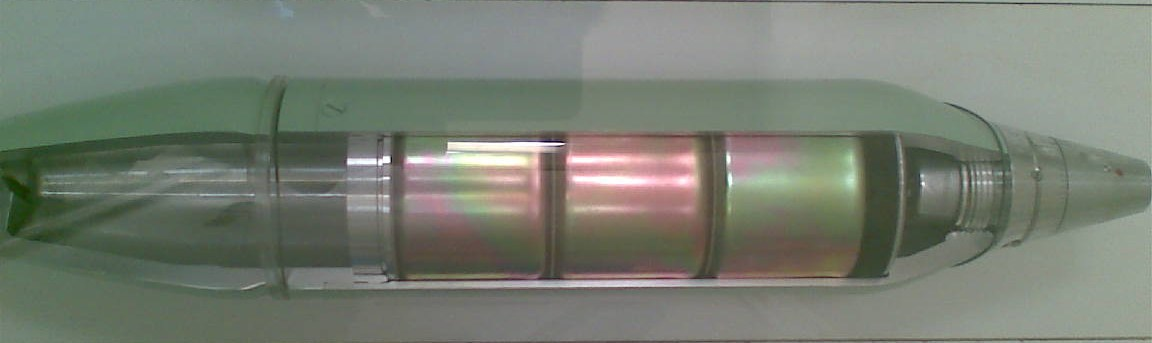
Querschnitt einer Rauchgranate, die per Granatwerfer abgefeuert wird. Der vorher eingestellte Zeitzünder am Kopf der Granate zündet im Flug die Ausstoßladung im Heck, die den hinteren Teil der Granate abreißt und dadurch die drei Nebeltöpfe freigibt

Die Granaten erzeugen durch Zugabe verschiedener Chemikalien, so etwa durch Kaliumnitrat (Salpeter), meistens weißen bis grauen Tarnrauch. Mit entsprechenden Zusätzen ergibt sich farbiger Signalrauch. Ein häufig verwendeter Stoff ist weißer Phosphor, der an der Luft unter Bildung von Phosphorsäurenebel verbrennt. Weitere Chemikalien sind Titantetrachlorid, Zinntetrachlorid oder Chlorsulfonsäure, die nach Versprühen ebenfalls zu Säurenebel hydrolysieren. Der entstehende Nebel kann die Gesundheit schädigen und sollte möglichst nicht eingeatmet werden.